# 梅安格拉 (莫拉桑省)
梅安格拉（西班牙語：Meanguera, Morazán），是薩爾瓦多的城鎮，位於該國東北部，由莫拉桑省負責管轄，面積47.25平方公里，海拔高度321米，2007年人口7,818，人口密度每平方公里165.46人。
13°51′N 88°09′W / 13.850°N 88.150°W